# Little Houghton (Northamptonshire)
Little Houghton – wieś w Anglii, w hrabstwie Northamptonshire, w dystrykcie (unitary authority) West Northamptonshire. Leży 6 km na wschód od miasta Northampton i 94 km na północny zachód od Londynu. Miejscowość liczy 367 mieszkańców.